# Saint-Sornin, Charente-Maritime
Saint-Sornin este o comună în departamentul Charente-Maritime, Franța. În 1 ianuarie 2022 avea o populație de 420 de locuitori.